# Georgische parlementsverkiezingen 2016
De Georgische parlementsverkiezingen van 2016 vonden plaats op 8 en 30 oktober 2016 voor alle 150 parlementsleden van de 9e convocatie van het Parlement van Georgië. De verkiezingen werden gewonnen door de regerende Georgische Droom, onder leiding van premier Giorgi Kvirikasjvili. Deze partij won 115 van de 150 zetels, een grondwettelijke meerderheid terwijl het 49% van de stemmen verkreeg. Er deden 25 partijen mee aan de verkiezingen.

## Kiesstelsel

Heringedeelde districten: Tbilisi ging van 10 naar 22 districten, de steden Batoemi en Koetaisi werden gesplitst, andere gemeenten werden gecombineerd of versnipperd.

De verkiezingen werden gehouden door middel van een gemengd kiesstelsel. Hierbij werden 77 van de 150 zetels verkozen via evenredige vertegenwoordiging met een kiesdrempel van 5% door een stem op een partijlijst, en 73 zetels werden verkozen via enkelvoudige districten op basis van een tweerondensysteem met een 50% drempel.
In aanloop naar de verkiezingen waren de 73 electorale districten heringedeeld na een uitspraak van het Constitutioneel Hof. Het stelde dat de bestaande districten de gelijkheid van stemmen ondermijnden vanwege de grote discrepantie in de grootte van de districten die varieerde van 6.000 tot meer dan 150.000 kiezers. Oproepen vanuit de oppositie en het maatschappelijk middenveld om over te gaan op een geheel evenredig stelsel werden door de regerende Georgische Droom in de wind geslagen. De regering zei dit voor de verkiezingen van 2020 te willen regelen.
De kiesdistricten werden derhalve aangepast naar een meer evenwichtiger grootte rond het gemiddelde van 48.000 kiezers, en de drempel voor de winst van het district werd verhoogd van 30% naar 50% van het aantal stemmen. Hoofdstad Tbilisi kreeg door de aanpassingen 22 districten in plaats van de eerdere tien. In dunbevolkte regio's werden veel districten samengevoegd. Slechts acht districten bleven onaangepast.

## Resultaten
De verkiezingen werden gewonnen door de regerende Georgische Droom, die de meerderheid in het parlement met 30 zetels uitbreidde naar 115, genoeg voor de grondwettelijke meerderheid van 75% (113 zetels). Vrijwel alle coalitiepartners van de voorgaande regeerperiode verdwenen uit het parlement, met uitzondering van de Industriëlen die in de tweede ronde een districtszetel wisten te verzilveren tegen een kandidaat van de Georgische Droom.
Op de eerste verkiezingsdag kreeg de Georgische Droom 48,7% van de stemmen, wat 6% lager was dan in 2012, goed voor 44 van de 77 evenredig te verdelen zetels. De grootste concurrent, de Verenigde Nationale Beweging van voormalig president Micheil Saakasjvili, werd tweede met 27,1% van de stemmen, een verlies van ruim 13% en kreeg daarmee 27 zetels. De enige andere partij die de kiesdrempel van 5% nipt wist te behalen was de nativistische en pro-Russische Patriotten van Georgië, die met 6 zetels nieuw in het parlement kwam. Georgische Droom won tevens 23 van de 73 districten. 
In de overige 50 districten was een tweede ronde nodig die op 30 oktober 2016 plaatsvond. In 44 districten stond de Georgische Droom tegenover de Verenigde Nationale Beweging, In het district Mtatsminda in de hoofdstad Tbilisi werd de onafhankelijke Salome Zoerabisjvili gesteund door de Georgische Droom. In Gori behaalde de leider van de Vrije Democraten, voormalig VN-gezant en defensieminister Irakli Alasania de tweede ronde, maar hij trok zich uit de race terug en stapte uit de politiek.
De echtgenote van voormalig president Saakasjvili, Sandra Roelofs, werd via de partijlijst verkozen, maar stond ook kandidaat voor een districtszetel in de westelijke stad Zoegdidi. Zij trok zich echter terug voor deelname aan de tweede ronde omdat de zege haar daar naar haar zeggen was ontnomen. Na de verkiezingen zag ze af van haar parlementszetel. De Georgische Droom wist in de tweede ronde 48 districten te winnen, waarmee het in totaal 71 van de 73 districtszetels won.
|                                   | #41                               | Georgische Droom                                | 856.638   | 48,68  | 44 | 23 | 48 | 115 | +30 |                      |  |  |  |  |
|                                   | #5                                | Verenigde Nationale Beweging                    | 477.053   | 27,11  | 27 | 0  | 0  | 27  | −38 |                      |  |  |  |  |
|                                   | #8                                | Patriotten van Georgië                          | 88.097    | 5,01   | 6  | 0  | 0  | 6   | +6  | Nieuw                |  |  |  |  |
|                                   | #27                               | Vrije Democraten                                | 81.464    | 4,63   | 0  | 0  | 0  | 0   | −8  |                      |  |  |  |  |
|                                   | #3                                | Democratische Beweging                          | 62.166    | 3,53   | 0  | 0  | 0  | 0   | 0   |                      |  |  |  |  |
|                                   | #1                                | Staat voor de Mensen                            | 60.681    | 3,45   | 0  | 0  | 0  | 0   | 0   |                      |  |  |  |  |
|                                   | #10                               | Georgische Arbeiderspartij                      | 55.208    | 3,14   | 0  | 0  | 0  | 0   | 0   |                      |  |  |  |  |
|                                   | #6                                | Republikeinse Partij                            | 27.264    | 1,55   | 0  | 0  | 0  | 0   | −9  |                      |  |  |  |  |
|                                   | #19                               | Industriëlen, ons Vaderland                     | 13.788    | 0,78   | 0  | 0  | 1  | 1   | −5  |                      |  |  |  |  |
|                                   | #26                               | Nationaal Forum                                 | 12.763    | 0,73   | 0  | 0  | 0  | 0   | −6  |                      |  |  |  |  |
|                                   | #14                               | Voor Georgische Vrede                           | 3.824     | 0,22   | 0  | 0  | 0  | 0   | 0   |                      |  |  |  |  |
|                                   | #18                               | Georgisch Idee                                  | 2.916     | 0,17   | 0  | 0  | 0  | 0   | 0   |                      |  |  |  |  |
|                                   | #7                                | Voor Verenigd Georgië                           | 2.805     | 0,16   | 0  | 0  | 0  | 0   | 0   |                      |  |  |  |  |
|                                   | #4                                | Georgisch Gezelschap                            | 2.182     | 0,12   | 0  | 0  | 0  | 0   | 0   |                      |  |  |  |  |
|                                   | #12                               | Communistische Partij van Georgië - Stalinisten | 1.757     | 0,10   | 0  | 0  | 0  | 0   | 0   |                      |  |  |  |  |
|                                   | #23                               | Ons Volk, Volkspartij                           | 1.595     | 0,09   | 0  | 0  | 0  | 0   | 0   |                      |  |  |  |  |
|                                   | #17                               | Georgië                                         | 1.548     | 0,09   | 0  | 0  | 0  | 0   | 0   |                      |  |  |  |  |
|                                   | #28                               | Weg van Zviadi - In Naam van de Heer            | 1.467     | 0,09   | 0  | 0  | 0  | 0   | 0   |                      |  |  |  |  |
|                                   | #16                               | Verenigde Communistische Partij van Georgië     | 1.467     | 0,08   | 0  | 0  | 0  | 0   | 0   |                      |  |  |  |  |
|                                   | #2                                | Progressieve Democratische Beweging             | 1.010     | 0,06   | 0  | 0  | 0  | 0   | 0   |                      |  |  |  |  |
|                                   | #22                               | Merab Kostava Genootschap                       | 966       | 0,05   | 0  | 0  | 0  | 0   | 0   |                      |  |  |  |  |
|                                   | #11                               | Volksautoriteit                                 | 810       | 0,05   | 0  | 0  | 0  | 0   | 0   |                      |  |  |  |  |
|                                   | #30                               | Ons Georgië                                     | 802       | 0,05   | 0  | 0  | 0  | 0   | 0   |                      |  |  |  |  |
|                                   | #25                               | Linkse Alliantie                                | 699       | 0,04   | 0  | 0  | 0  | 0   | 0   |                      |  |  |  |  |
|                                   | #15                               | Socialistische Arbeiderspartij                  | 662       | 0,04   | 0  | 0  | 0  | 0   | 0   |                      |  |  |  |  |
|                                   |                                   | Onafhankelijken                                 |           |        |    | 0  | 1  | 1   | +1  | Salome Zoerabisjvili |  |  |  |  |
| Totaal                            | Totaal                            | Totaal                                          | 1.759.632 | 100,00 | 77 | 23 | 50 | 150 | 0   |                      |  |  |  |  |
|                                   |                                   |                                                 |           |        |    |    |    |     |     |                      |  |  |  |  |
| Geldige stemmen                   | Geldige stemmen                   | Geldige stemmen                                 | 1.759.632 | 96,42  |    |    |    |     |     |                      |  |  |  |  |
| Ongeldige en blanco stemmen       | Ongeldige en blanco stemmen       | Ongeldige en blanco stemmen                     | 65.422    | 3,58   |    |    |    |     |     |                      |  |  |  |  |
| Totale stemmen                    | Totale stemmen                    | Totale stemmen                                  | 1.825.054 | 100,00 |    |    |    |     |     |                      |  |  |  |  |
| Geregistreerde kiezers en opkomst | Geregistreerde kiezers en opkomst | Geregistreerde kiezers en opkomst               | 3.513.884 | 51,94  |    |    |    |     |     |                      |  |  |  |  |
| Bronnen: CESKO, IPU.              |                                   |                                                 |           |        |    |    |    |     |     |                      |  |  |  |  |